# أ. إتش دي أوليفيرا ماركيز
أ. إتش دي أوليفيرا ماركيز (بالبرتغالية: António Henrique Rodrigo de Oliveira Marques‏) هو مؤرخ وأستاذ جامعي وأمين مكتبة وكاتب ومؤلف برتغالي، ولد في 23 أغسطس 1933 في إشتوريل في البرتغال، وتوفي في 23 يناير 2007 في لشبونة في البرتغال.